# Campionato sudamericano maschile di pallacanestro 2014
Il 46º campionato dell'America Meridionale di pallacanestro maschile (noto anche come FIBA South American Championship 2014) si è svolto dal 23 al 28 luglio 2014 a Isla Margarita, in Venezuela.

## Squadre partecipanti
- Argentina
- Brasile
- Cile
- Ecuador
- Paraguay
- Perù
- Uruguay
- Venezuela

## Fase a gironi

### Gruppo A
| Squadra   | P.ti | G | V | P | PF  | PS  | DP   |
| --------- | ---- | - | - | - | --- | --- | ---- |
| Argentina | 6    | 3 | 3 | 0 | 239 | 168 | +71  |
| Brasile   | 5    | 3 | 2 | 1 | 238 | 174 | +64  |
| Paraguay  | 4    | 3 | 1 | 2 | 204 | 221 | -17  |
| Ecuador   | 3    | 3 | 0 | 3 | 171 | 289 | -118 |

### Gruppo B
| Squadra   | P.ti | G | V | P | PF  | PS  | DP   |
| --------- | ---- | - | - | - | --- | --- | ---- |
| Venezuela | 6    | 3 | 3 | 0 | 229 | 167 | +62  |
| Uruguay   | 5    | 3 | 2 | 1 | 258 | 164 | +94  |
| Cile      | 4    | 3 | 1 | 2 | 192 | 238 | -46  |
| Perù      | 3    | 3 | 0 | 3 | 164 | 274 | -110 |

## Fase a eliminazione diretta
|  | Semifinali | Semifinali | Semifinali |           |           | Finale          | Finale          | Finale          |  |
|  |            |            |            |           |           |                 |                 |                 |  |
|  | Argentina  | Argentina  | 79         |           |           |                 |                 |                 |  |
|  | Argentina  | Argentina  | 79         |           |           |                 |                 |                 |  |
|  | Uruguay    | Uruguay    | 68         |           |           |                 |                 |                 |  |
|  | Uruguay    | Uruguay    | 68         |           | Argentina | Argentina       | 65              |                 |  |
|  |            |            |            |           | Argentina | Argentina       | 65              |                 |  |
|  |            |            | Venezuela  | Venezuela | 74        |                 |                 |                 |  |
|  | Venezuela  | Venezuela  | Venezuela  | Venezuela | 74        | 66              |                 |                 |  |
|  | Venezuela  | Venezuela  |            |           |           | 66              |                 |                 |  |
|  | Brasile    | Brasile    | 65         |           |           | Finale 3º posto | Finale 3º posto | Finale 3º posto |  |
|  | Brasile    | Brasile    | 65         |           |           |                 |                 |                 |  |
|  |            |            |            |           |           |                 |                 |                 |  |
|  |            |            |            |           |           | Uruguay         | Uruguay         | 61              |  |
|  |            |            |            |           |           | Uruguay         | Uruguay         | 61              |  |
|  |            |            |            |           |           | Brasile         | Brasile         | 66              |  |

### Finale 7º/8º posto
| La Asunción 28 luglio 2014, ore 12:30 UTC-4:30 | Perù     | 63 – 90 (29–27, 12–25, 9–20, 13–18) referto | Ecuador | Gimnasio Ciudad de La Asunción |
| \| \| \| \| \| Monges 19 \| Punti \| 26 Cárdenas \| \| Monges 5 \| Assist \| 2 tre giocatori \| \| Masias, Monges 5 \| Rimbalzi \| 14 Quintero \| |          |                                             |         |                                |
| |          |                                             |         |                                |
| Monges 19 | Punti    | 26 Cárdenas                                 |         |                                |
| Monges 5 | Assist   | 2 tre giocatori                             |         |                                |
| Masias, Monges 5 | Rimbalzi | 14 Quintero                                 |         |                                |

### Finale 5º/6º posto
| La Asunción 28 luglio 2014, ore 15:00 UTC-4:30                                                                                     | Paraguay | 75 – 49 (21–9, 21–13, 15–17, 18–10) referto | Cile | Gimnasio Ciudad de La Asunción |
| \| \| \| \| \| Fabio 18 \| Punti \| 18 Suárez \| \| Pérez 8 \| Assist \| 3 Isla \| \| Araújo, Ortiz 8 \| Rimbalzi \| 6 Valencia \| |          |                                             |      |                                |
| |          |                                             |      |                                |
| Fabio 18 | Punti    | 18 Suárez                                   |      |                                |
| Pérez 8 | Assist   | 3 Isla                                      |      |                                |
| Araújo, Ortiz 8 | Rimbalzi | 6 Valencia                                  |      |                                |

### Finale 3º/4º posto
| La Asunción 28 luglio 2014, ore 17:30 UTC-4:30                                                                                            | Uruguay  | 61 – 66 (7–18, 12–18, 18–21, 14–9) referto | Brasile | Gimnasio Ciudad de La Asunción |
| \| \| \| \| \| Fitipaldo 26 \| Punti \| 16 Benite \| \| Osimani 5 \| Assist \| 3 Benite \| \| Calfani 6 \| Rimbalzi \| 10 Hettsheimeir \| |          |                                            |         |                                |
| |          |                                            |         |                                |
| Fitipaldo 26 | Punti    | 16 Benite                                  |         |                                |
| Osimani 5 | Assist   | 3 Benite                                   |         |                                |
| Calfani 6 | Rimbalzi | 10 Hettsheimeir                            |         |                                |

### Finale
| La Asunción 28 luglio 2014, ore 20:00 UTC-4:30                                                                                                 | Argentina | 65 – 74 (16–14, 15–15, 11–19, 23–26) referto | Venezuela | Gimnasio Ciudad de La Asunción |
| \| \| \| \| \| Safar 16 \| Punti \| 24 Vásquez \| \| Laprovíttola, Bortolín 2 \| Assist \| 4 Vásquez \| \| Leiva 10 \| Rimbalzi \| 6 Vargas \| |           |                                              |           |                                |
| |           |                                              |           |                                |
| Safar 16 | Punti     | 24 Vásquez                                   |           |                                |
| Laprovíttola, Bortolín 2 | Assist    | 4 Vásquez                                    |           |                                |
| Leiva 10 | Rimbalzi  | 6 Vargas                                     |           |                                |

## Classifica finale
| Pos. | Squadra   | |
| ---- | --------- | --- |
|      | Venezuela | Venezuela4 Marriaga, 5 G. Vargas, 6 Vásquez, 7 Zamora, 8 Cubillán, 9 Colmenares, 10 J. Vargas, 11 Bethelmy, 12 Centeno, 13 Guillént, 14 Ruiz, 15 Graterol, All. Néstor García  |
|      | Argentina | Argentina4 Romano, 5 Richotti, 6 Mata, 7 Laprovíttola, 8 Figueroa, 9 Brussino, 10 Espinoza, 11 Leiva, 12 Delía, 13 Giorgetti, 14 Bortolín, 15 Safar, All. Nicolás Casalánguida |
|      | Brasile   | Brasile4 Arthur, 5 Rafael Luz, 6 Raulzinho, 7 Olivinha, 8 Benite, 9 Gegê, 10 Jefferson, 11 Hettsheimeir, 12 Mineiro, 13 Lima, 14 Meindl, 15 Cristiano, All. José Neto          |
| 4    | Uruguay   | Uruguay4 Parodi, 5 Fitipaldo, 6 Aguiar, 7 Calfani, 8 Mazzarino, 9 Trelles, 10 Wachsmann, 11 Osimani, 12 Aguilera, 13 Izaguirre, 14 Borsellino, 15 Medina, All. Adrián Capelli  |
| 5    | Paraguay  | Paraguay0 A. Peralta, 4 Bareiro, 5 Pérez, 6 Aponte, 7 Zanotti, 8 Sánchez, 9 Mellone, 10 Vallejos, 11 Araújo, 12 Fabio, 13 Ortiz, 14 N. Peralta, 15 López, All. Ariel Rearte    |
| 6    | Cile      | Cile4 Sáez, 5 Schuler, 6 Morales, 7 Suárez, 8 Sandoval, 9 Carrasco, 10 Fontena, 11 Vera, 12 Isla, 13 Valencia, 14 del Solar, 15 Infante, All. Cipriano Nuñez                   |
| 7    | Ecuador   | Ecuador4 Cobeña, 5 Sanmiguel, 6 Álvarez, 7 Cochambay, 8 Delgado, 9 Bernal, 10 Tenorio, 11 Quintero, 12 Cárdenas, 13 Mina, 14 Hurtado, 15 Carcelén, All. Daniel Rodríguez       |
| 8    | Perù      | Perù4 Céspedes, 5 Susffalich, 6 Fung, 7 Chávez, 8 Bellatín, 9 Morales, 10 Tristán, 11 Monges, 12 Sambuceti, 13 López, 14 Masías, 15 Saldaña, All. Mario Ramos                  |